# Open Geospatial Consortium
Open Geospatial Consortium (OGC) este o organizație internațională de standarde consensuale voluntare, a luat naștere în 1994. În cadrul OGC, peste 500 de organizații comerciale, guvernamentale, nonprofit și de cercetare din întreaga lume colaborează într-un proces de consens care încurajează dezvoltarea și implementarea standardelor deschise pentru conținut și servicii geospatial, senzori web și Internetul obiectelor, prelucrarea datelor GIS și partajarea datelor.

## Istorie
O organizație anterioară, OGF, Fundația Open GRASS, a început în 1992.
Din 1994 până în 2004, organizația a folosit și denumirea Open GIS Consortium .
Site-ul web OGC oferă un istoric detaliat al OGC.

## Standarde
Majoritatea standardelor OGC depind de o arhitectură generalizată capturată într-un set de documente denumit în mod colectiv Specificația abstractă, care descrie un model de date de bază pentru reprezentarea caracteristicilor geografice. În partea de sus, membrii specificațiilor abstracte au dezvoltat și continuă să dezvolte un număr tot mai mare de specificații sau standarde pentru a satisface nevoile specifice de localizare interoperabilă și tehnologie geospațială, inclusiv GIS.
Mai multe informații aici: Standarde OGC® și documente justificative | OGC

Relația dintre clienți/servere și protocoalele OGC

Linia de bază a standardelor OGC cuprinde mai mult de 30 de standarde, incluzând:
- Placi 3D - Proiectate pentru streaming și redare de conținut geospațial 3D masiv, cum ar fi fotogrametrie, clădiri 3D, BIM/CAD, caracteristici instantanee și nori de puncte.
- CSW - Serviciu de catalog pentru web: acces la informații despre catalog
- GML - Geography Markup Language: XML -format pentru informații geografice
- GeoXACML - Limbaj de marcare Geospatial eXtensible Acess Control
- KML - Keyhole Markup Language: schemă de limbaj bazată pe XML pentru exprimarea adnotării și vizualizării geografice pe hărți bidimensionale existente (sau viitoare) pe web, bidimensionale și browsere tridimensionale Earth
- Observații și măsurători
- OGC Reference Model - un set complet de modele de referință
- OLS - Serviciu de localizare deschisă (OpenLS) [5]
- Documentul contextual OGC Web Services definește starea aplicației unui client integrat OGC
- OWS - Serviciu web OGC comun
- SOS - Serviciul de observare a senzorilor [6]
- SPS - Serviciul de planificare a senzorilor [7]
- SensorML - Limbajul modelului senzorului
- SensorThings API [8] - un cadru deschis și unificat pentru a interconecta dispozitivele, datele și aplicațiile IoT de pe web. În prezent, un candidat standard care așteaptă voturi.
- SFS - Caracteristici simple - SQL
- SLD - Descriptor de strat de stil
- SRID, o identificare pentru sistemele de coordonate spațiale
- WaterML - Model informațional pentru reprezentarea datelor de observare hidrologică
- WCS - Serviciu de acoperire web: oferă acces, subsetare și procesare pe obiecte de acoperire
- WCPS - Serviciu de procesare a acoperirii web: oferă un limbaj de interogare raster pentru procesare și filtrare ad-hoc pe acoperiri raster
- WFS - Serviciu de funcții web: pentru recuperarea sau modificarea descrierilor de caracteristici
- WMS - Serviciu de hartă web: oferă imagini de hartă
- WMTS - Serviciu de plăci pentru hărți web: oferă plăci de imagine pentru hărți
- WPS - Serviciu de procesare web: serviciu de procesare la distanță
- GeoSPARQL - Protocol SPARQL geografic și limbaj de interogare RDF:[9] reprezentarea și interogarea datelor geospațiale pentru web-ul semantic
- WTS - Serviciul Teren Web (WTS)

Proiectarea standardelor a fost inițial construită pe paradigma serviciilor web HTTP pentru interacțiunile bazate pe mesaje în sistemele bazate pe web, dar între timp a fost extinsă cu o abordare comună pentru protocolul SOAP și legările WSDL. S-au realizat progrese considerabile în definirea serviciilor web de reprezentare a statului de transfer (REST), de exemplu, API-ul OGC SensorThings.

## Structura organizatiei
OGC are patru unități operaționale:

### Program de standardizare (SP)
În Programul de standarde OGC, Comitetul tehnic și Comitetul de planificare lucrează într-un proces formal de consens pentru a ajunge la standardele OGC® aprobate (sau „adoptate”). Aflați despre standardele care au fost aprobate până acum și consultați listele de produse  care implementează aceste standarde.

### Program de inovare (PI)
Un program global, inovator, de realizare a prototipurilor și testelor, conceput pentru a accelera dezvoltarea și validarea interfeței și pentru a aduce interoperabilitatea pe piață. Aflați despre diferitele inițiative în curs de desfășurare, cum sunt organizate și cum puteți participa.

### Programul de conformitate (CP)
Programul de conformitate OGC oferă resurse, proceduri și politici pentru îmbunătățirea conformității implementărilor software cu standardele OGC. Programul de conformitate oferă o facilitate de testare gratuită online, un proces pentru certificarea și marcarea produselor conforme și coordonarea unei comunități vibrante care dezvoltă și acceptă scripturi de testare. Programul de conformitate rulează, de asemenea, plugfest-uri, care sunt evenimente pe termen scurt pentru creșterea interoperabilității între produsele furnizorilor.

### Programul comunitar și de sensibilizare (COP)
OGC și membrii săi oferă resurse pentru a ajuta dezvoltatorii și utilizatorii de tehnologie să profite de standardele deschise ale OGC. Documentele tehnice, materialele de instruire, suitele de testare, implementările de referință și alte resurse de interoperabilitate dezvoltate în inițiativele de interoperabilitate OGC sunt disponibile pe pagina noastră de resurse. În plus, OGC și membrii săi susțin publicații, ateliere, seminarii și conferințe  pentru a ajuta dezvoltatorii de tehnologie, integratorii și managerii de achiziții să introducă capacitățile OGC plug and play în arhitecturile lor.

## Calitatea de membru
OGC este o organizație deschisă de membru. OGC oferă o serie de opțiuni de aderare pentru organizații din industrie, guvern, academice, de cercetare și non-profit interesate să sprijine misiunea globală a consorțiului

## Colaborare
OGC are o relație strânsă cu ISO/TC 211 (Informații geografice/Geomatică). Volumele din seria ISO 19100 aflate în curs de elaborare de către acest comitet înlocuiesc progresiv specificația abstractă OGC. Mai mult, serviciile de hărți web ale standardelor OGC, GML, serviciul de funcții web, observații și măsurători și accesul la funcții simple au devenit standarde ISO.
OGC lucrează cu mai mult de 20 de organisme internaționale de standardizare, inclusiv W3C, OASIS, WfMC și IETF. 

## Vezi si
- GeoTools - implementează standardele OGC pe măsură ce OGC le lansează
- Open Source Geospatial Foundation (OSGeo)
- Compararea software-ului sistemelor de informații geografice
- OpenLayers
- Web senzor semantic
- Model de schimb de informații meteo

## linkuri externe
- Official Websit